# Mariukirkjan
Mariukirkjan er en katolsk kirke i Tórshavn på Færøerne. Den er indviet i 1987 og tegnet af arkitekt Árni Winther. Kunstnerne Ole Jacob Nielsen, Tróndur Patursson, Sven Havsteen-Mikkelsen og Guðrið Poulsen har udsmykket kirken.
Mariukirkjan er centrum for den lille katolske menighed på Færøerne, der i 2024 udgjorde omkring 300 fastboende katolikker fra 20 forskellige lande.
I haven omkring kirken vokser alskens urter, mange af dem stammer fra lande på den sydlige halvkugle, der har samme vækstbetingelser som de færøske. Det skal symbolisere, at Mariukirkjan tilhører det internationale katolske fællesskab.

## Franciskanersøstrene i Tórshavn
Søstrene var på Færøerne fra 1931 til 2024. Fra 1987 til 2024 boede de i et kloster ved siden af kirken. Søstrene spillede en vigtig rolle i det færøske samfund. De etablerede den første vuggestue og børnehave og en skole med den første gymnastiksal, som i 1980'erne blev overdraget til Tórshavnar kommuna. Lige fra begyndelsen har søstrene også været aktive i opbygningen af det katolske samfund, kirkelige aktiviteter, undervisning, religionsundervisning, bedegrupper, besøg hos syge og ældre og hjælp til fattige.

| - Billeder af kirken - Frimærke fra 1995 - Vue fra Tórshavns bypark - Set fra modsatte side |